# RuTube
RuTube is een Russische dienst voor het online plaatsen en delen van videofilmpjes gelijk aan YouTube. In juni 2008 werd de website dagelijks door meer dan 400.000 mensen bezocht en werden er meer dan 38 miljoen filmpjes bekeken. TNS Gallup Media spreekt over meer dan 4 miljoen unieke bezoekers per maand.
RuTube is ook het verspreidingskanaal voor tientallen online tv- en radio-programma's. Daarnaast kunnen gebruikers hun eigen video-blogs maken, benevens persoonlijke virtuele kanalen. RuTube is voor de Russische gebruikers een kanaal om politieke 'statements' te plaatsen.
Na overname van YouTube door Google heeft de Media Holding Groep Gazprom-Media een groot aandeel genomen in RuTube, voor 15 miljoen dollar. Daarnaast stak de media-afdeling van Gazprom enkele miljoenen dollars in de bedrijfsvoering van RuTube.
In Rusland hebben naast RuTube ook Video@Mail.ru en Rambler Vision een aandeel in de online distributie van videofilmpjes.